# Hebecarpa costaricensis
Espèce
Hebecarpa costaricensis est une espèce de plantes à fleurs de la famille des Polygalaceae. Son aire de répartition s'étend du sud du Mexique à l'Amérique centrale, des Caraïbes au Venezuela. Elle pousse principalement dans le biome tropical humide.

## Systématique
Le nom correct complet (avec auteur) de ce taxon est Hebecarpa costaricensis (Chodat) J.R.Abbott (d) & J.F.B.Pastore (d).

### Étymologie
Le nom de genre Hebecarpa proviendrait de Hébé : « déesse grecque de la jeunesse » et carpa de « carpos  » : fruit. L'épithète costaricensis pour « en provenance du Costa rica ».
L'espèce a été initialement classée dans le genre Polygala sous le basionyme Polygala costaricensis Chodat ou Polygala antillensis dénommée en français Estrée de Saint-Pierre.
Hebecarpa costaricensis a pour synonymes :
- Polygala americana var. hebecarpa (DC.) A.W.Benn.
- Polygala antillensis Chodat
- Polygala consobrina S.F.Blake
- Polygala costaricensis Chodat
- Polygala costaricensis Chodat ex T.Durand & Pittier
- Polygala guatemalensis A.W.Benn.
- Polygala guatemalensis Gand.
- Polygala hayesii S.F.Blake
- Polygala hebecarpa DC.
- Polygala isotricha S.F.Blake
- Polygala platycarpa var. stricta Chodat
- Polygala sanctae-luciae Chodat